# ギブソン・ロボットギター
ギブソン・ロボットギター (Gibson Robot Guitar, GOR) とは、ギブソン社より発売された、独トロニカル社が開発のオートチューニングペグを搭載したエレクトリック・ギター、およびそのシリーズの名称である。一般的にはこの中でも最初に発売されたレスポール・タイプのエレクトリックギターを指す。。これは最初の限定版ロボットギターがレスポール・タイプのみだったことに起因する。その後、ロボット・レスポール・スタジオ、ロボット・SG、ロボット・フライングV、ロボット・エクスプローラーの4種類のロボットギターも販売された。

## 概要
2007年12月発売。クリス・アダムスによるこのギターの特徴は、オンボード・コンピュータ制御による自動チューニングである。自動チューニング機能はロボットギターが初めてではないが、後述のトランスパフォーマンス社DTS-1装着のようなボディ改造を必要としないので、楽器に優しい最新のギターとされていた。オリジナル・ロボットギターはシルバー/ブルーバーストニトロセルロースフィニッシュ（infoboxの写真参照）のみで、これは他のギブソンの楽器に使用されたことは無い。オリジナル・ロボットギターはヘッドやネックのバインディングも通常のレスポールと異なり、後に発売されたレスポール・ロボットとも異なっていた。SGとレスポール・スタジオには様々なフィニッシュが用意されているが、フライングVとエクスプローラーはメタリック・レッド仕上げのみである。価格はおよそ1000ドルから3000ドルの間で、オプション次第でそれ以上になる。

## 技術情報
ロボットギターで使用されるチューニング・システムは独トロニカル社が開発したパワーチューン・システムを基にしている。ブリッジはギブソンの定番チューン・O・マティックタイプが使用されているが、個々のピエゾ・サドルがマイクロプロセッサに各弦のピッチを伝える仕様になっている。コンピューターは信号を解析しパワーヘッド・ロッキング・チューナーを個別にコントロールする。個々のチューナーはブリッジと同期した小さなサーボモーターで制御され、一定範囲の誤差に近づくまで弦の張力を調整する。システム全体はコントロール・キャビティに内蔵されたリチウムイオン・バッテリーにより駆動される。

## 特徴、機能
ロボットギターは個々のピックアップのボリューム、トーンをコントロールする4つのコントロールノブを持つが、リアピックアップのコントロール・ノブは「マスター・コントロール・ノブ (MCK)」と称される。押し下げられた状態では通常のトーン・コントロールとして機能するが、引き上げられた状態では自動チューニングシステムのコントローラーとなる。

### チューニング
ユーザーは7つのプリセットチューニングを使用できるが、そのうち6つは編集可能である。
チューニングの変更はMCKに表示されている文字を選択することにより行う。
| 表記 | 6弦 | 5弦 | 4弦 | 3弦 | 2弦 | 1弦 | 名称            |
| ---- | --- | --- | --- | --- | --- | --- | --------------- |
| E    | E   | B   | E   | G#  | B   | E   | オープンE       |
| A    | D   | A   | D   | G   | A   | D   | Dモーダル       |
| D    | D   | A   | D   | G   | B   | E   | ドロップD       |
| G    | D   | G   | D   | G   | B   | D   | オープンD       |
| B    | Eb  | Ab  | Db  | Gb  | Bb  | Eb  | 半音下げ        |
| e    | D   | A   | D   | G   | B   | D   | ダブルドロップD |

単にMCKノブを引き上げ、軽く弦をストロークすることにより、ノーマルチューニングに戻すことが出来る。
出荷時には.10のゲージにあわせて調整されており、許容誤差は1セントになっている。よりヘビーゲージ、ライトゲージな弦への対応、および許容誤差も調整可能である。ユーザーが大きな許容誤差を容認するならば、ロボットギターのチューニングは迅速に行われる。最大許容誤差の2.5セントであれば、チューニングは15秒で終わるとギブソンは主張している。プリセットチューニングはユーザによる編集が可能だが、リセットにより出荷時プリセットに戻る。
プレスリリースによると、バッテリーが空になるまでに200回のチューニングが可能となっている。バッテリーはACアダプターに繋ぐことにより、90分でフル充電可能である。
自動チューニングシステムを無効にして通常のギターのようにチューニングすることも可能である。

## 類似のシステム、ギター

### トランスパフォーマンス社DTS-1
ギブソンは「世界初」としてこのシステムを宣伝したが、10年以上前からトランスパフォーマンス社のDTS-1（現AxCent Tuning Systems）がすでに開発されており、1992年頃にジミー・ペイジ（レッド・ツェッペリン）はトランスパフォーマンスのシステムを搭載したゴールドトップ・レスポールを翌年のカヴァーデイル・ペイジ日本公演等でも使用していた。又、ペイジの世界的なフォロワーのジミー桜井は、当時日本エレクトロ・ハーモニックス㈱に勤めており、日本の代理店になり市場へ送り出したのに留まらず、DTS-1付きの茶色いエリーデスカラーのレス・ポール・クラシックを所有、使用もしている。他にグラハム・ナッシュ（ザ・ホリーズ）、CSN、エド・ローランド（コレクティブ・ソウル）といったミュージシャンとエンドース契約を結んでいる。トランスパフォーマンスの欠点は、ボディを削りカムシャフトやカンチレバーを埋め込むといった大手術を施さなければならないことである。このシステムは20年前に導入された物で、機能、速度ともにギブソンのシステムを凌駕する物であるが、高価で複雑であり、好みだが楽器の見た目や重さ、サウンドにも影響を与えていた。

### ギブソン・ダークファイアー
2009年1月発売。詳細は「ギブソン・ダークファイアー」を参照。

### ギブソン・Dusk Tiger
2009年12月発売。

### ギブソン・Les Paul Standard 2010
2010年発売。

### ギブソン・FIRE BIRDX LIMITED EDITION
2011年発売。米ギブソンが建設機械で同ギターの大量の在庫を踏みつけ破壊処分する動画が2019年7月に流出し世界的な物議をかもした。

### ギブソン G-FORCE
詳細は「ギブソン G-FORCE」を参照。

## ギブソン・ロボットギターを使用しているギタリスト
- 高見沢俊彦（THE ALFEE）:レスポール・タイプを使用。
- IZUMI（AION）:SG・タイプを使用。